# Lijst van burgemeesters van Opsterland
Dit is een lijst van burgemeesters van de Nederlandse gemeente Opsterland in de provincie Friesland.
| Ambtsperiode | Naam burgemeester                        | Partij of stroming | Bijzonderheden                                                                                   |
| ------------ | ---------------------------------------- | ------------------ | ------------------------------------------------------------------------------------------------ |
| 1851 - 1853  | Saco van Teyens                          |                    | vanaf 1835 al grietman van Opsterland                                                            |
| 1853 - 1865  | jhr. Jan Anne Lycklama à Nijeholt        |                    |                                                                                                  |
| 1865 - 1873  | dr. Joachimus Lunsingh Tonckens          |                    |                                                                                                  |
| 1873 - 1881  | Albertus baron van Harinxma thoe Slooten |                    |                                                                                                  |
| 1881 - 1887  | Matthijs Nicolaas Wijt                   |                    |                                                                                                  |
| 1889 - 1913  | Arnold Gerhard Smijter                   |                    |                                                                                                  |
| 1913 - 1929  | M.J. Selhorst                            |                    |                                                                                                  |
| 1929 - 1937  | Jacob Bleeker                            |                    |                                                                                                  |
| 1937 - 1946  | J.H. Poppinga                            |                    | H.G.W. van der Wielen was na de bevrijding enkele maanden waarnemend burgemeester van Opsterland |
| 1946 - 1947  | Jochum (J.J.G.S.) Falkena                | PvdV               | waarnemend burgemeester/regeringscommissaris                                                     |
| 1947 - 1966  | Willem Harmsma                           | PvdA               |                                                                                                  |
| 1966 - 1975  | Hessel Posthuma jr.                      | PvdA               |                                                                                                  |
| 1976 - 1997  | Joost van Bodegom                        | PvdA               |                                                                                                  |
| 1997 - 2001  | Wim Cornelis                             | PvdA               |                                                                                                  |
| 2001 - 2002  | Bote Wilpstra                            | D66                | waarnemend                                                                                       |
| 2002 - 2007  | Sicko Heldoorn                           | PvdA               |                                                                                                  |
| 2007 - 2008  | Ton Baas                                 | VVD                | waarnemend                                                                                       |
| 2008 - 2014  | Francisca Ravestein                      | D66                |                                                                                                  |
| 2014         | Marian Jager-Wöltgens                    | PvdA               | waarnemend                                                                                       |
| 2014 - 2022  | Ellen van Selm                           | D66                |                                                                                                  |
| 2022 - 2023  | Lex Roolvink                             | VVD                | waarnemend                                                                                       |
| 2023 - heden | Andries Bouwman                          | ChristenUnie       |                                                                                                  |